# 君島寛
君島 寛（きみじま ひろし、1948年（昭和23年）7月8日 - 2019年（平成31年）3月9日）は、日本の政治家。栃木県那須塩原市長（1期）。

## 来歴
栃木県黒磯市（現・那須塩原市）出身。栃木県立黒磯高等学校を経て日本大学法学部政治経済学科に進む。ホテルのコックとして既に内定を得ていたが、父親から「明日は市職員の採用試験だ。帰ってこい」と言われ、方向転換を余儀なくされる。1971年（昭和46年）4月、黒磯市役所に入庁。
2003年（平成15年）4月から2004年（平成16年）12月まで黒磯市・西那須野町・塩原町合併協議会事務局長を務める。2005年（平成17年）1月1日、黒磯市は西那須野町、塩原町との新設合併を行い、那須塩原市が発足。2007年（平成19年）4月、那須塩原市副市長に就任。2011年（平成23年）3月、副市長を辞任。

### 2012年那須塩原市長選挙
2011年（平成23年）12月4日、栗川仁市長が胸部大動脈瘤破裂のため死去。君島は副市長を退職後陶器づくりを楽しむ心づもりでいたが「遺志を継ぐのは自分の他にいない」と決意し、2012年（平成24年）1月22日に行われた市長選に出馬。県議時代みんなの党に所属した阿久津憲二に114差で敗れ、落選。
※当日有権者数：93,646人 最終投票率：50.12%（前回比：pts）
| 候補者名   | 年齢 | 所属党派 | 新旧別 | 得票数   | 得票率 | 推薦・支持 |
| ---------- | ---- | -------- | ------ | -------- | ------ | ---------- |
| 阿久津憲二 | 68   | 無所属   | 新     | 23,211票 | 50.12% |            |
| 君島寛     | 63   | 無所属   | 新     | 23,097票 | 49.88% |            |

### 2015年那須塩原市長選挙
2015年（平成27年）12月27日執行。前回僅差で敗れた現職の阿久津を下し初当選した。2016年（平成28年）1月22日、市長に就任。
※当日有権者数：94,133人 最終投票率：46.86%（前回比：-3.26pts）
| 候補者名   | 年齢 | 所属党派 | 新旧別 | 得票数   | 得票率 | 推薦・支持 |
| ---------- | ---- | -------- | ------ | -------- | ------ | ---------- |
| 君島寛     | 67   | 無所属   | 新     | 27,047票 | 62.14% |            |
| 阿久津憲二 | 72   | 無所属   | 現     | 16,479票 | 37.86% |            |

### 死去
2018年12月4日に体調不良を訴えて同月8日より入院し、十二指腸狭窄症などの診断を受けていたが、2019年3月9日、胆嚢がんのため死去。70歳没。その後、副市長の片桐計幸が職務代理者となった。旭日双光章追贈。